# Rīgas vagonbūves rūpnīca

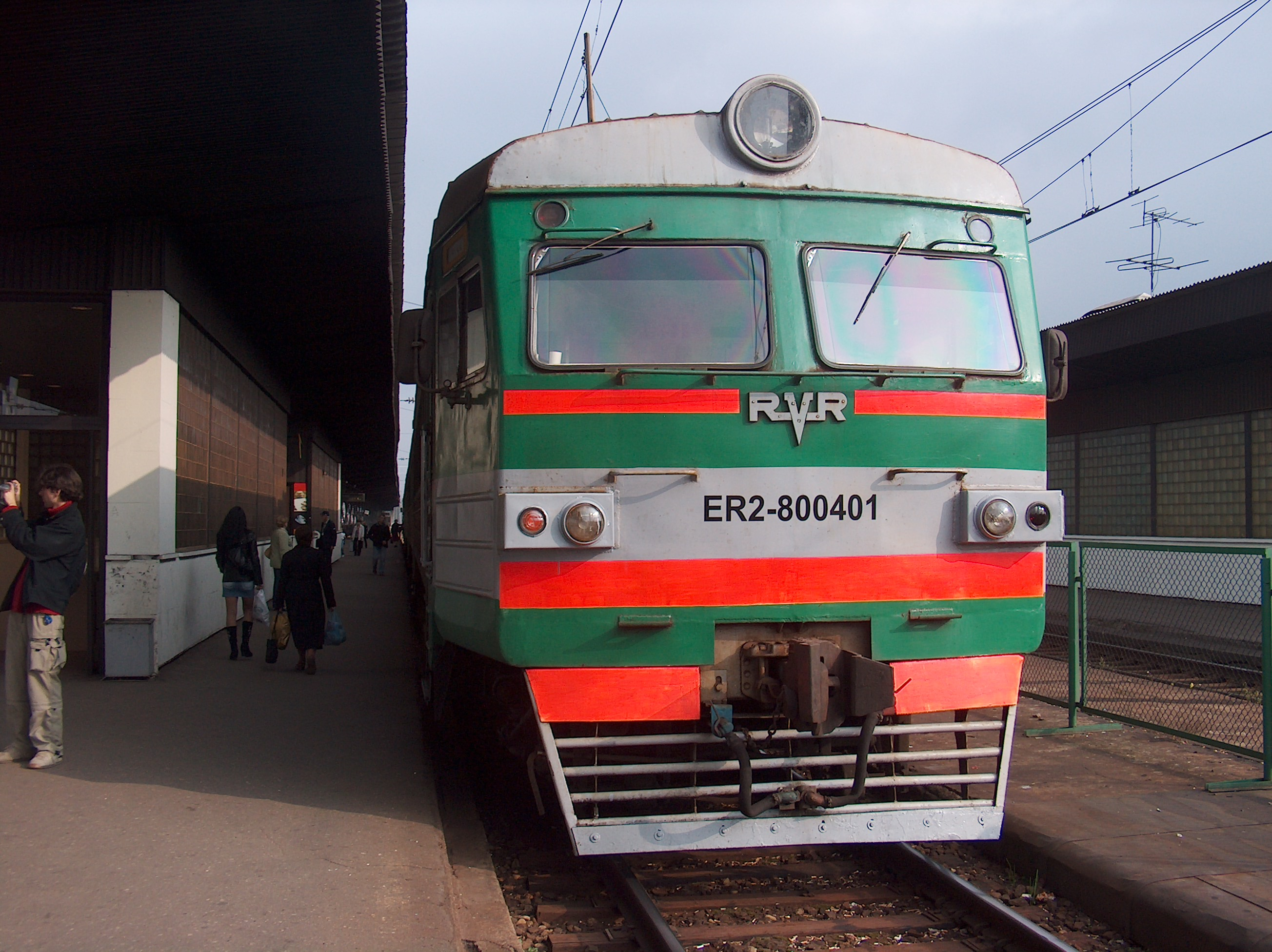
Elektrická jednotka ER2 vyrobená závodem RVR

Rīgas vagonbūves rūpnīca (RVR, česky Rižská továrna na výrobu vagonů, rusky Рижский вагоностроительный завод (РВЗ), Rižskij vagonostrojitělnyj zavod (RVZ)) je firma v lotyšské Rize, která se zabývá výrobou, modernizací a opravami kolejových vozidel a výrobou náhradních dílů.
Společnost byla založena roku 1895 jako akciová společnost Fēnikss. Byla to nejlepší továrna na vagony v Ruském impériu, po rekonstrukci v roce 1925 to byl jeden z největších strojírenských podniků v Lotyšsku, vyrábějící tramvaje a železniční vozy, od roku 1936 vyrábějící také automobily pod značkou Ford-Vairogs. Po druhé světové válce se stal jednou z největších železničních továren v SSSR. Vlaky se vyvážely také do Jugoslávie, Bulharska a na Kubu. Nejoblíbenějšími řadami byly elektrické jednotky ER1, ER2, ER22 a ER9 a tramvaje RVZ-6. Vyráběly se zde také tramvaje MTV-82 a RVZ-7. Rižský závod se proslavil prvním vysokorychlostním sovětským vlakem ER200 (vyráběn mezi lety 1973 až 1988), dosahujícím až 200 km/h. Od 60. let 20. století vagónka vyrábí v různých modifikacích motorové jednotky řady DR1 s maximální rychlostí 120 km/h, které i po rozpadu Sovětského svazu dodává do postsovětských republik a států bývalé Jugoslávie. Luxusní verzi těchto jednotek firma dodala do Běloruska, kde již dříve jezdilo 92 podobných jednotek v provedení pro regionální a příměstskou dopravu. 